# Earias mjobergi
Earias mjobergi är en fjärilsart som beskrevs av Louis Beethoven Prout 1926. Earias mjobergi ingår i släktet Earias och familjen trågspinnare. Inga underarter finns listade i Catalogue of Life.